# Dimitri Bascou
Dimitri Bascou (n. 20 iulie 1987, Schœlcher⁠(d), arrondissement de Fort-de-France, Martinique, Franța) este un atlet ce a reprezentat Franța, medaliat olimpic. A participat la două ediții ale Jocurilor Olimpice (2012, 2016) în care a câștigat o medalie de bronz în proba de 110 m garduri.

## Palmares
| An   | Competiție                      | Locație                  | Loc | Eveniment     | Note  |
| ---- | ------------------------------- | ------------------------ | --- | ------------- | ----- |
| 2007 | Campionatul European de Juniori | Kaunas, Lituania         | 14  | 110 m garduri | 14,83 |
| 2007 | Campionatul European de Tineret | Debrețin, Ungaria        | 10  | 110 m garduri | 14,20 |
| 2009 | Campionatul European de Tineret | Kaunas, Lituania         | 4   | 110 m garduri | 13,66 |
| 2009 | Campionatul Mondial             | Berlin, Germania         | 16  | 110 m garduri | 13,49 |
| 2010 | Campionatul European            | Barcelona, Spania        | 4   | 110 m garduri | 13,41 |
| 2011 | Campionatul European în sală    | Paris, Franța            | 6   | 60 m garduri  | 7,64  |
| 2011 | Universiada                     | Shenzhen, China          | 4   | 110 m garduri | 13,60 |
| 2011 | Campionatul Mondial             | Daegu, Coreea de Sud     | 10  | 110 m garduri | 13,62 |
| 2012 | Jocurile Olimpice               | Londra, Marea Britanie   | 19  | 110 m garduri | 13,55 |
| 2013 | Campionatul European în sală    | Göteborg, Suedia         | 12  | 60 m garduri  | 7,72  |
| 2014 | Campionatul European            | Zürich, Elveția          | 8   | 110 m garduri | DS    |
| 2015 | Campionatul European în sală    | Praga, Cehia             | 2   | 60 m garduri  | 7,50  |
| 2015 | Campionatul Mondial             | Beijing, China           | 5   | 110 m garduri | 13,17 |
| 2016 | Campionatul Mondial în sală     | Portland, Statele Unite  | 3   | 60 m garduri  | 7,48  |
| 2016 | Campionatul European            | Amsterdam, Țările de Jos | 1   | 110 m garduri | 13,25 |
| 2016 | Jocurile Olimpice               | Rio de Janeiro, Brazilia | 3   | 110 m garduri | 13,24 |
| 2019 | Campionatul Mondial             | Doha, Qatar              | 10  | 110 m garduri | 13,48 |
| 2023 | Campionatul European în sală    | Istanbul, Turcia         | 16  | 60 m garduri  | NT    |